# I'll Be Waiting (single)
I'll Be Waiting is een single van Lenny Kravitz uit 2007. Deze is afkomstig van zijn album It Is Time for a Love Revolution, dat 5 februari 2008 uitkwam. Het nummer werd in Nederland een grote hit. Samen met Always on the Run was dit zijn hoogste notering in de top-40.

## Hitlijsten
| Chart (2008)                           | Peak position |
| -------------------------------------- | ------------- |
| Ö3 Austria Top 40                      | 6             |
| Belgian Ultratop 50 Singles (Flanders) | 31            |
| Belgian Ultratop 40 Singles (Wallonia) | 32            |
| Bulgarian Airplay Chart                | 16            |
| Canadian Hot 100                       | 45            |
| Nederlandse Top 40                     | 5             |
| Dutch Mega Top 50                      | 4             |
| Dutch Single Top 100                   | 5             |
| German Singles Chart                   | 8             |
| Italian Singles Chart                  | 2             |
| Polish National Top 50                 | 31            |
| Portuguese Airplay Chart               | 37            |
| Sweden Singles Chart                   | 16            |
| Swiss Singles Chart                    | 4             |
| United World Chart                     | 12            |
| U.S. Billboard Hot 100                 | 73            |
| U.S. Billboard Pop 100                 | 51            |

### Hitnotering
| "I'll Be Waiting" in de Nederlandse Top 40 - binnen: 25-12-2007 | "I'll Be Waiting" in de Nederlandse Top 40 - binnen: 25-12-2007 | "I'll Be Waiting" in de Nederlandse Top 40 - binnen: 25-12-2007 | "I'll Be Waiting" in de Nederlandse Top 40 - binnen: 25-12-2007 | "I'll Be Waiting" in de Nederlandse Top 40 - binnen: 25-12-2007 | "I'll Be Waiting" in de Nederlandse Top 40 - binnen: 25-12-2007 | "I'll Be Waiting" in de Nederlandse Top 40 - binnen: 25-12-2007 | "I'll Be Waiting" in de Nederlandse Top 40 - binnen: 25-12-2007 | "I'll Be Waiting" in de Nederlandse Top 40 - binnen: 25-12-2007 | "I'll Be Waiting" in de Nederlandse Top 40 - binnen: 25-12-2007 | "I'll Be Waiting" in de Nederlandse Top 40 - binnen: 25-12-2007 | "I'll Be Waiting" in de Nederlandse Top 40 - binnen: 25-12-2007 | "I'll Be Waiting" in de Nederlandse Top 40 - binnen: 25-12-2007 | "I'll Be Waiting" in de Nederlandse Top 40 - binnen: 25-12-2007 | "I'll Be Waiting" in de Nederlandse Top 40 - binnen: 25-12-2007 | "I'll Be Waiting" in de Nederlandse Top 40 - binnen: 25-12-2007 | "I'll Be Waiting" in de Nederlandse Top 40 - binnen: 25-12-2007 | "I'll Be Waiting" in de Nederlandse Top 40 - binnen: 25-12-2007 | "I'll Be Waiting" in de Nederlandse Top 40 - binnen: 25-12-2007 | "I'll Be Waiting" in de Nederlandse Top 40 - binnen: 25-12-2007 |
| Week                                                            | 1                                                               | 2                                                               | 3                                                               | 4                                                               | 5                                                               | 6                                                               | 7                                                               | 8                                                               | 9                                                               | 10                                                              | 11                                                              | 12                                                              | 13                                                              | 14                                                              | 15                                                              | 16                                                              | 17                                                              | 18                                                              |                                                                 |
| --------------------------------------------------------------- | --------------------------------------------------------------- | --------------------------------------------------------------- | --------------------------------------------------------------- | --------------------------------------------------------------- | --------------------------------------------------------------- | --------------------------------------------------------------- | --------------------------------------------------------------- | --------------------------------------------------------------- | --------------------------------------------------------------- | --------------------------------------------------------------- | --------------------------------------------------------------- | --------------------------------------------------------------- | --------------------------------------------------------------- | --------------------------------------------------------------- | --------------------------------------------------------------- | --------------------------------------------------------------- | --------------------------------------------------------------- | --------------------------------------------------------------- | --------------------------------------------------------------- |
| Positie                                                         | 34                                                              | 23                                                              | 18                                                              | 15                                                              | 11                                                              | 5                                                               | 5                                                               | 8                                                               | 8                                                               | 8                                                               | 9                                                               | 13                                                              | 13                                                              | 13                                                              | 17                                                              | 20                                                              | 30                                                              | 40                                                              | uit                                                             |

| "I'll Be Waiting" in de Mega Top 50 - binnen: 05-01-2008 | "I'll Be Waiting" in de Mega Top 50 - binnen: 05-01-2008 | "I'll Be Waiting" in de Mega Top 50 - binnen: 05-01-2008 | "I'll Be Waiting" in de Mega Top 50 - binnen: 05-01-2008 | "I'll Be Waiting" in de Mega Top 50 - binnen: 05-01-2008 | "I'll Be Waiting" in de Mega Top 50 - binnen: 05-01-2008 | "I'll Be Waiting" in de Mega Top 50 - binnen: 05-01-2008 | "I'll Be Waiting" in de Mega Top 50 - binnen: 05-01-2008 | "I'll Be Waiting" in de Mega Top 50 - binnen: 05-01-2008 | "I'll Be Waiting" in de Mega Top 50 - binnen: 05-01-2008 | "I'll Be Waiting" in de Mega Top 50 - binnen: 05-01-2008 | "I'll Be Waiting" in de Mega Top 50 - binnen: 05-01-2008 | "I'll Be Waiting" in de Mega Top 50 - binnen: 05-01-2008 | "I'll Be Waiting" in de Mega Top 50 - binnen: 05-01-2008 | "I'll Be Waiting" in de Mega Top 50 - binnen: 05-01-2008 | "I'll Be Waiting" in de Mega Top 50 - binnen: 05-01-2008 | "I'll Be Waiting" in de Mega Top 50 - binnen: 05-01-2008 | "I'll Be Waiting" in de Mega Top 50 - binnen: 05-01-2008 | "I'll Be Waiting" in de Mega Top 50 - binnen: 05-01-2008 | "I'll Be Waiting" in de Mega Top 50 - binnen: 05-01-2008 | "I'll Be Waiting" in de Mega Top 50 - binnen: 05-01-2008 |
| Week                                                     | 1                                                        | 2                                                        | 3                                                        | 4                                                        | 5                                                        | 6                                                        | 7                                                        | 8                                                        | 9                                                        | 10                                                       | 11                                                       | 12                                                       | 13                                                       | 14                                                       | 15                                                       | 16                                                       | 17                                                       | 18                                                       | 19                                                       |                                                          |
| -------------------------------------------------------- | -------------------------------------------------------- | -------------------------------------------------------- | -------------------------------------------------------- | -------------------------------------------------------- | -------------------------------------------------------- | -------------------------------------------------------- | -------------------------------------------------------- | -------------------------------------------------------- | -------------------------------------------------------- | -------------------------------------------------------- | -------------------------------------------------------- | -------------------------------------------------------- | -------------------------------------------------------- | -------------------------------------------------------- | -------------------------------------------------------- | -------------------------------------------------------- | -------------------------------------------------------- | -------------------------------------------------------- | -------------------------------------------------------- | -------------------------------------------------------- |
| Positie                                                  | 19                                                       | 15                                                       | 7                                                        | 4                                                        | 6                                                        | 9                                                        | 9                                                        | 10                                                       | 11                                                       | 14                                                       | 16                                                       | 16                                                       | 21                                                       | 22                                                       | 26                                                       | 31                                                       | 37                                                       | 43                                                       | 47                                                       | uit                                                      |

### NPO Radio 2 Top 2000
| Nummer met noteringen in de NPO Radio 2 Top 2000 | '09  | '10 | '11  | '12  | '13  |
| ------------------------------------------------ | ---- | --- | ---- | ---- | ---- |
| I'll Be Waiting                                  | 1654 | -   | 1740 | 1875 | 1848 |

1. ↑  Een '-' betekent dat het nummer niet was genoteerd en een vetgedrukt getal geeft de hoogste notering aan.
2. ↑  2009 was het eerste jaar met een notering voor dit nummer.
3. ↑  Deze tabel is bijgewerkt tot en met de laatste editie (2024).